# 恵比須神社 (那覇市)
恵比須神社（えびすじんじゃ）は沖縄県那覇市に鎮座する神社である。
琉球八社・沖宮の先代宮司によって創建された。社名は恵比須とついているが、御祭神は天照大神。
社殿の下は洞窟があり、また同神社の本殿付近は昔、処刑場であった。平敷屋朝敏らもここで処刑された。
神社本庁には属していない。